# Barry Christopher Knestout
Barry Christopher Knestout (Cheverly, 11 giugno 1962) è un vescovo cattolico statunitense, dal 5 dicembre 2017 vescovo di Richmond.

## Biografia
Barry Christopher Knestout è nato a Cheverly, nel Maryland, l'11 giugno 1962 da Thomas (morto nel 1997) e Caroline Knestout. Suo padre era un diacono permanente e lavorava come crittologo presso la National Security Agency. È stato anche direttore dell'ufficio per il diaconato permanente dell'arcidiocesi di Washington. Ha cinque fratelli e tre sorelle. Un fratello minore, Mark, è un sacerdote dell'arcidiocesi di Washington.

### Formazione e ministero sacerdotale
Da bambino, Knestout ha vissuto per quattro anni con la sua famiglia ad Ankara, in Turchia. Tornato in patria ha frequentato la St. Pius X School di Bowie e la Bowie Senior High School. Nel 1984 ha conseguito il Bachelor of Arts in architettura presso l'Università del Maryland. Ha compiuto gli studi per il sacerdozio al seminario "Mount Saint Mary's" di Emmitsburg, ottenendo il Master of Divinity nel 1988 e il Master of Arts in teologia morale nel 1989.
Il 24 giugno 1989 è stato ordinato presbitero per l'arcidiocesi di Washington dal cardinale James Aloysius Hickey. In seguito è stato vicario parrocchiale della parrocchia di San Bartolomeo a Bethesda dal 1989 al 1993; vicario parrocchiale della parrocchia di San Pietro a Waldorf dal 1993 al 1994; segretario personale del cardinale James Aloysius Hickey dal 1994 al 2004; direttore esecutivo dell'ufficio per i giovani dal 2001 al 2003; segretario personale del cardinale Theodore Edgar McCarrick dal 2003 al 2004; parroco della parrocchia di San Giovanni Evangelista a Silver Spring dal 2004 all'ottobre del 2006; direttore dell'ufficio per la vita pastorale e per la dottrina sociale dall'ottobre del 2006 all'aprile del 2007; moderatore della curia e vicario per l'amministrazione dall'aprile del 2007 al 2008.
Monsignor Knestout è stato co-presieduto del comitato per la visita pontificia del 2008, supervisionando molti dei preparativi per la visita di papa Benedetto XVI negli Stati Uniti dell'aprile dello stesso anno. Ha anche supervisionato un concorso per gli studenti di architettura dell'Università Cattolica d'America per progettare l'altare e la sedia usati da Benedetto XVI durante la messa al Nationals Park. In seguito è stato insignito della Croce pro Ecclesia et Pontifice per il suo lavoro. Nel suo lavoro di pianificazione della visita papale, Knestout ha collaborato con suo fratello Mark, che all'epoca era direttore dell'ufficio per il culto dell'arcidiocesi di Washington. Suo fratello è attualmente parroco della parrocchia di San Bartolomeo a Bethesda.
È stato anche membro del consiglio per il personale presbiterale dal 2006, del consiglio presbiterale dal 2007 e del consiglio per le finanze.
Nel 1999 è stato nominato cappellano di Sua Santità.

### Ministero episcopale

Stemma di monsignor Brennan come vescovo ausiliare di Washington.

Il 18 novembre 2008 papa Benedetto XVI lo ha nominato vescovo ausiliare di Washington e titolare di Leavenworth. Ha ricevuto l'ordinazione episcopale il 29 dicembre successivo nella cattedrale di San Matteo a Washington dall'arcivescovo metropolita di Washington Donald William Wuerl, co-consacranti i vescovi ausiliari della stessa arcidiocesi Francisco González Valer e Martin David Holley. È stato il primo nativo della contea di Prince George a diventare vescovo nell'arcidiocesi di Washington.
Ha prestato servizio come vicario generale e moderatore della curia, membro del collegio dei consultori, del consiglio presbiterale e del consiglio per il personale presbiterale.
Nel gennaio del 2012 ha compiuto la visita ad limina.
Il 5 dicembre 2017 papa Francesco lo ha nominato vescovo di Richmond. Ha preso possesso della diocesi il 12 gennaio successivo con una cerimonia nella cattedrale del Sacro Cuore a Richmond.
Nella sua prima lettera pastorale, "From tragedy to hope", ha affrontato la crisi degli abusi scoppiata nel 2018 e ha invitato i cattolici a "offrire una testimonianza convincente dell'amore di Gesù Cristo e della capacità della nostra Chiesa e dei suoi numerosi ministeri di essere una forza di bene nella comunità". La lettera è stata pubblicata il 14 settembre, festa dell'Esaltazione della Santa Croce. Lo stesso giorno ha celebrato la prima messa di espiazione nella cattedrale del Sacro Cuore.
Il 27 settembre 2018, per fornire una migliore cura pastorale dei fedeli, ha istituito 15 decanati con un decreto canonico. Ciascuno dei tre vicariati della diocesi include ora cinque decanati. Ogni parrocchia, scuola cattolica e cappellania universitaria è assegnata a un decanato.
In seno alla Conferenza dei vescovi cattolici degli Stati Uniti è membro del comitato per la protezione dei bambini e dei giovani in rappresentanza della regione ecclesiastica IV. Esso, in coordinamento con il National Review Board, fornisce raccomandazioni riguardanti la protezione dei bambini e dei giovani. È anche moderatore episcopale dell'Association of Catholic Correctional Ministries e funge da vescovo delegato per la Conferenza diocesana di gestione fiscale.
Nel dicembre del 2019 ha compiuto una seconda visita ad limina.
È membro di quarto grado dei Cavalieri di Colombo, membro del Sovrano militare ordine di Malta e membro dell'Ordine equestre del Santo Sepolcro di Gerusalemme.
Nell'ottobre del 2018 è stato premiato dall'Istituto San Luca, centro di cura dedicato alla salute di chierici e religiosi, per l'esemplare sollecitudine pastorale che ha dimostrato verso i suoi confratelli sacerdoti.

## Genealogia episcopale
La genealogia episcopale è:
- Cardinale Scipione Rebiba
- Cardinale Giulio Antonio Santori
- Cardinale Girolamo Bernerio, O.P.
- Arcivescovo Galeazzo Sanvitale
- Cardinale Ludovico Ludovisi
- Cardinale Luigi Caetani
- Cardinale Ulderico Carpegna
- Cardinale Paluzzo Paluzzi Altieri degli Albertoni
- Papa Benedetto XIII
- Papa Benedetto XIV
- Papa Clemente XIII
- Cardinale Enrico Benedetto Stuart
- Papa Leone XII
- Cardinale Chiarissimo Falconieri Mellini
- Cardinale Camillo Di Pietro
- Cardinale Mieczysław Halka Ledóchowski
- Cardinale Jan Maurycy Paweł Puzyna de Kosielsko
- Arcivescovo Józef Bilczewski
- Arcivescovo Bolesław Twardowski
- Arcivescovo Eugeniusz Baziak
- Papa Giovanni Paolo II
- Cardinale Donald William Wuerl
- Vescovo Barry Christopher Knestout